# Fútbol total
El fútbol total (en neerlandés: /totaalvoetbal/) es un sistema de juego usado en el fútbol, en el que un jugador que se mueve fuera de su posición es sustituido por un compañero de equipo, lo que permite que el conjunto conserve su estructura táctica. En este fluido sistema ningún futbolista tiene un papel asignado, con lo cual, sucesivamente, cualquiera puede ser defensa, centrocampista y delantero.
Este estilo de juego fue perfeccionado por Rinus Michels durante su estancia en el Ajax de Ámsterdam, y alcanzó su apogeo definitivo durante la estancia de Johan Cruyff como jugador en el club y en la selección de los Países Bajos. Se señala que sus orígenes provienen de los fundamentos del inglés Jack Reynolds, quien fuera entrenador del equipo de principio a mitad de siglo.
Es considerado como la evolución y estilo heredero de la selección de Hungría de los años 1950 dirigida por Gusztáv Sebes y más conocida como el «equipo de oro». Bajo su desarrollo fue campeona olímpica en los Juegos Olímpicos de Helsinki 1952 y subcampeona del mundo en el Mundial de Suiza 1954 (véase Milagro de Berna), periodo en el que contabilizó un récord de treinta partidos imbatida. Contaba con reconocidos jugadores como Ferenc Puskás, Zoltán Czibor, Sándor Kocsis o Nándor Hidegkuti.

Consiste en acosar sin tregua ni respiro al adversario para recuperar la posesión del balón, y no ceder a ningún precio la iniciativa del ataque al contrincante, contando con dos requisitos básicos: un espíritu de lucha inquebrantable y una perfecta preparación física, sin los cuales el sistema se derrumba irremediablemente..
Rinus Michel sobre las características del estilo.

Fue el primer estilo de juego que aplicaba sistemáticamente el pressing y la táctica de fuera de juego.

## Origen y características del estilo de juego

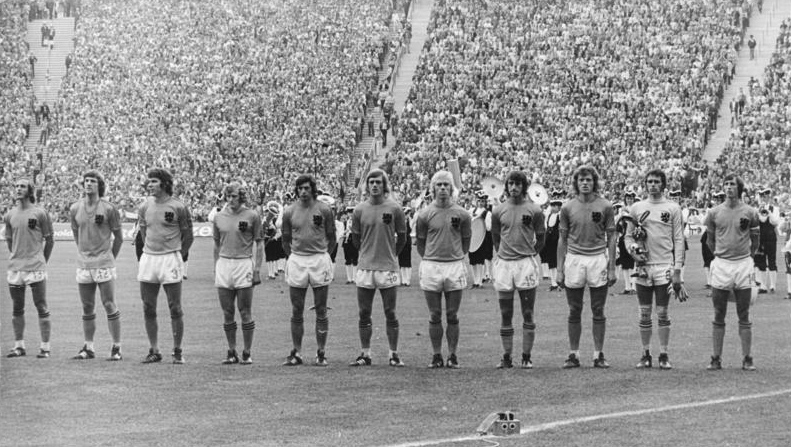
Equipo neerlandés del que se acuñó la expresión, bautizado como la naranja mecánica en la final del Mundial 1974.

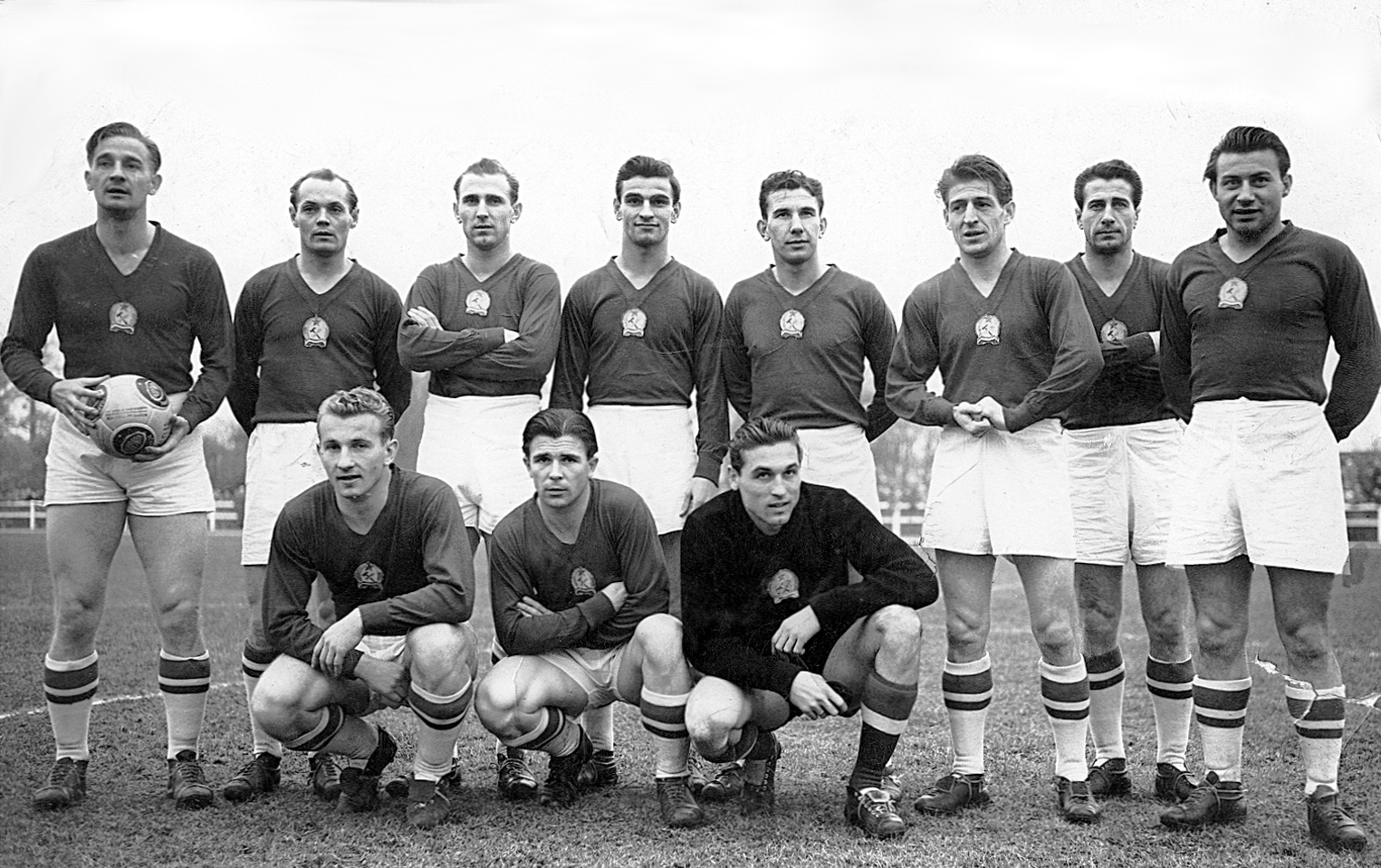
El «Equipo de oro» húngaro en 1953, precursores del fútbol total.

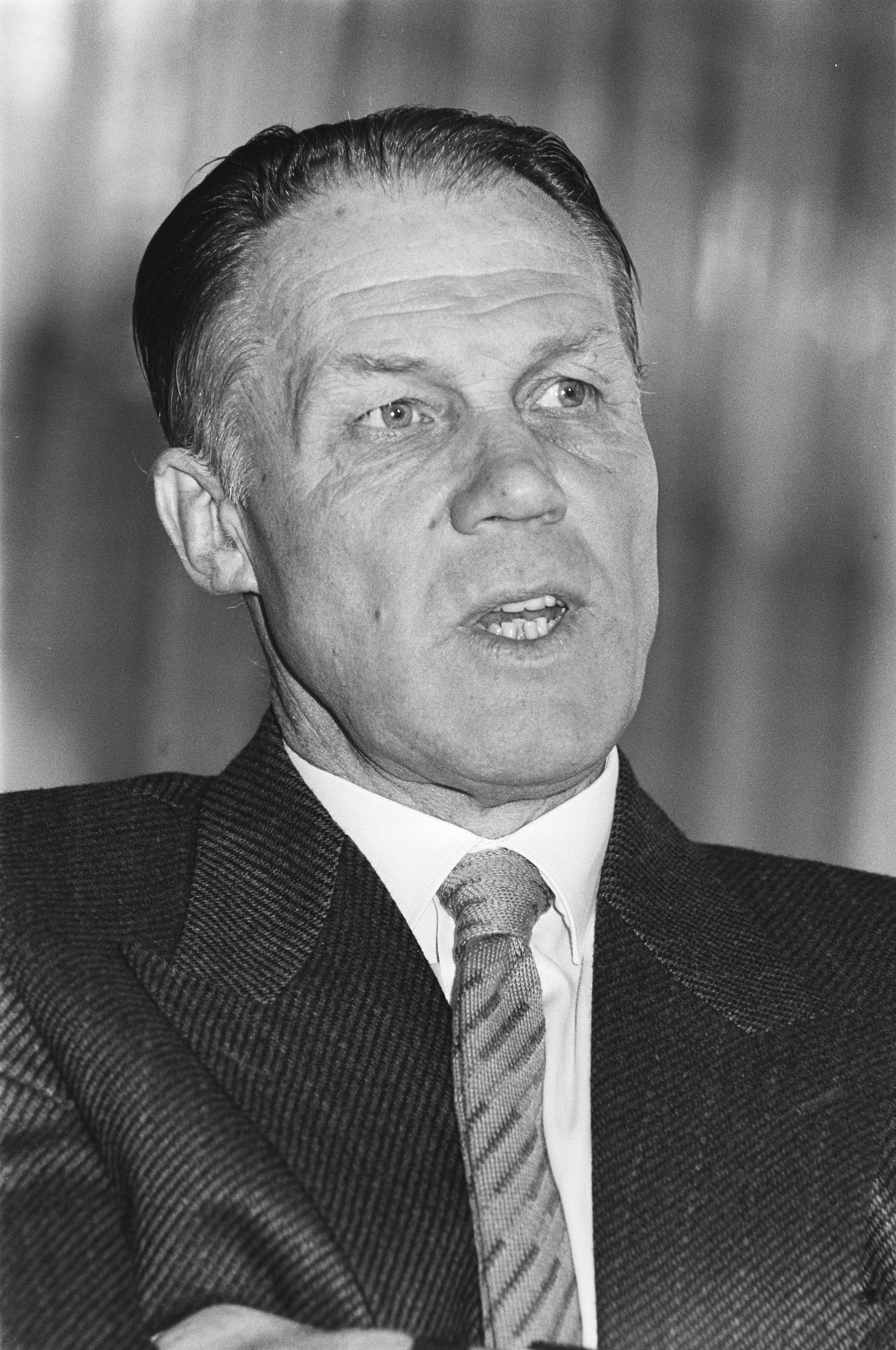
Rinus Michels, máximo impulsor del fútbol total (1984).

El fútbol total abarca básicamente tres aspectos: posesión casi total de la pelota, presión sobre el rival y una fluida triangulación de pases hasta llegar al arco contrario. Para llevarlo a cabo es necesario contar con jugadores aptos técnica, táctica y físicamente.
El fútbol total depende en gran medida de la adaptabilidad de cada futbolista dentro del equipo para tener éxito. Los balompedistas tienen que ser plenamente conscientes en lo táctico, permitiéndoles cambiar sus posiciones a gran velocidad; es decir, cada jugador debe estar cómodo en cualquier otra posición. Esto también exige altas condiciones técnicas y físicas de los jugadores, ya que resulta terriblemente fatigante para cualquier futbolista el tener que rotar continuamente por todo el campo de juego en forma circular, tomando también en cuenta que es muy difícil hallar profesionales que puedan jugar de casi cualquier posición que se les pida.
Con balón o sin él, los jugadores deben tener clara la filosofía que deberán seguir, siendo conscientes de que la posibilidad de disfrutar sobre el terreno de juego dependerá de ser capaces de minimizar los errores y prolongar los aciertos, permitiéndoles de esa manera mantener la idea futbolística que ha sido entrenada.

### Origen de la expresión
La locución «fútbol total» se empleó fundamentalmente en el período en que el balompié neerlandés estuvo en auge tanto con el Ajax de Ámsterdam a nivel de clubes como con la selección de fútbol de los Países Bajos, entre 1971 y 1986, comenzando a asentarse a nivel internacional tras la Copa Mundial de Alemania 1974 en la que el combinado neerlandés destacó notablemente. A este equipo se le apodó la «naranja mecánica», debido al color de su indumentaria y buscando un símil denominativo con la famosa película de Stanley Kubrick, a un sobresaliente juego colectivo de toque y a una colección de brillanteces individuales de jugadores como Johan Cruyff, Johan Neeskens, Johnny Rep y más adelante Ruud Gullit, Ronald Koeman, Marco van Basten, Frank Rijkaard entre otros, que hacían que jugara como una máquina perfecta. No alcanzó los éxitos que debería haber logrado por su calidad: sólo ganaron la Eurocopa de 1988, que a la vez es hasta ahora el único título de Holanda en su historial, aunque obtuvo tres veces el subcampeonato del mundo en 1974, 1978 y 2010.

## Legado
La «naranja mecánica», que materializó el fútbol total, es a menudo señalada como uno de los mejores equipos de la historia, debido a su nueva y revolucionaria idea de utilizar el campo en toda su extensión. Rinus Michels es considerado uno de los mejores técnicos de la historia al ser el gran gestor de este estilo, mientras que en el campo de juego el director era Johan Cruyff. La filosofía que impuso Michels sirvió como una inspiración para un nuevo tipo de fútbol en todo el mundo, siendo el mismo Cruyff quien lo extendió posteriormente en su etapa como entrenador.
Fue la base también de las tácticas desarrolladas por Arrigo Sacchi en la década de los años 1980 bajo un mayor orden táctico, recordado por sus éxitos con la Associazione Calcio Milan, señalado por la UEFA como uno de los mejores equipos de la historia. De hecho, en sus filas contaba con 3 jugadores de la escuela neerlandesa como Ruud Gullit, Frank Rijkaard y Marco van Basten.
Otros clubes como el Club Atlético River Plate de la década de 1940[cita requerida] conocido como La Máquina, el Equipo de José de Racing Club de Avellaneda a fines de la década del 60, la selección brasileña de los años 1970, el A. F. C. Ajax de los años 1970 y 1990, el Fútbol Club Barcelona de los años 1990 son a menudo señalados como exponentes de dichas características. Del mismo modo se señalan al F. C. Barcelona de Pep Guardiola o a la selección española  de Vicente del Bosque como dos de los planteles que implantaron dicha filosofía en su esquema deportivo y trataron de adaptarlo al balompié moderno de los años 2000. Otros entrenadores a nivel particular como Louis van Gaal, Guus Hiddink, Marcelo Bielsa, Pep Guardiola o Xabi Alonso se caracterizaron por implantarlo en mayor o menor medida en sus equipos. Recientemente, la selección argentina de Lionel Scaloni cultivó el estilo con notable éxito, logrando coronarse campeona a nivel continental, intercontinental y mundial. Dichas derivaciones y evoluciones llevaron a tipos de juego conocidos como Tiqui-taca, en referencia a su juego de toque.